# David Frankfurter
David Frankfurter (Daruvár, 1909. július 9. – Tel-Aviv, 1982. július 19.) zsidó orvostanhallgató, Wilhelm Gustloff gyilkosa.

## Élete
Az Osztrák–Magyar Monarchiában született, a ma Horvátországhoz tartozó Daruváron, Mavro Frankfurter főrabbi fiaként. 1929-től tanulmányait különböző orvosegyetemeken folytatta, Bécsben, Lipcsében, Frankfurt am Mainban, majd 1933-tól a svájci Bernben. Azzal vált ismertté, hogy 1936. február 4-én Davosban lelőtte az ismert svájci nemzetiszocialista aktivistát és vezetőt, Wilhelm Gustloffot. Tettét saját állítása szerint az antiszemitizmus és a nácizmus elleni védekezésül hajtotta végre. Ezután önként feladta magát a rendőrségen. A svájci bíróság a perben nagy nemzetközi nyilvánosság előtt még 1936-ban 18 évi börtönbe ítélte, amit a kelet-svájci Chur városában kellett volna letöltenie.
A gyilkosságra válaszul a német kormány saját mártírjának tekintette Gustloffot és díszes állami temetésben részesítette szülővárosában, Schwerinben. Mindez párosult zsidóellenes propagandával, hiszen az ügy szempontjából lényeges volt, hogy egy zsidó származású fiatal lőtt le egy nemzetiszocialistát. Amikor a Wehrmacht 1941-ben megszállta az akkori Jugoszláviát, akkor április 6-án az SS elfogta és nyilvánosan megkínozta Frankfurter apját. A második világháború végét követően, 1945. június 1-jén a vádlottnak megkegyelmeztek és kiutasították az országból. Frankfurter ekkor az akkor még brit mandátum alatt lévő Palesztinába, Tel-Avivba vándorolt ki. Izraelben később a Védelmi Minisztériumban kapott hivatali beosztást. 1950-ben megírta életrajzát. 1969-ben Graubünden kanton parlamentje feloldotta a beutazási tilalmát.

## Film
- Konfrontation (1975), Rolf Lyssy

## Fordítás
- Ez a szócikk részben vagy egészben  a   David Frankfurter című német Wikipédia-szócikk ezen változatának fordításán alapul.  Az eredeti cikk szerkesztőit annak laptörténete sorolja fel. Ez a jelzés csupán a megfogalmazás eredetét és a szerzői jogokat jelzi, nem szolgál a cikkben szereplő információk forrásmegjelöléseként.